# Cette femme est mienne
Pour plus de détails, voir Fiche technique et Distribution.
Cette femme est mienne (I Take This Woman) est un film américain réalisé par W. S. Van Dyke en 1940, produit par la Metro-Goldwyn-Mayer

## Synopsis
Sur le chemin de New York dans un bateau, un célèbre psychiatre, le Dr Karl Decker, voit une jeune fille, Georgi tenter de se suicider en sautant du haut du pont à cause d’une romance ratée avec Phil Mayberry. Le médecin la sauve et lui fait comprendre comment vivre en faisant un vrai travail.
Après son arrivée à New York, elle rend visite au médecin et le rejoint dans son cabinet dans une clinique pour les pauvres. Ils tombent amoureux et se marient. Le médecin quitte sa clinique et rejoint un hôpital célèbre afin de gagner plus d’argent pour soutenir sa femme avec style. Il connaît un grand succès et le propriétaire le prend comme partenaire commercial.
Pendant ce temps, Phil la harcèle pour renouveler leur histoire d’amour, disant qu’il l’aime toujours. Elle le rencontre finalement à son appartement et lui demande d’arrêter de la déranger, réalisant qu’elle aime Karl à la place. Avant que Georgi et Karl ne puissent partir pour une lune de miel tardive, Karl apprend que Georgi et Phil se sont rencontrés dans son appartement. Croyant qu’elle aime toujours Phil, Karl rompt sa relation avec Georgi malgré ses protestations.
Un appel important vient de l’hôpital concernant un cas suicidaire d’une jeune fille. Karl se précipite à l’hôpital, mais la jeune fille meurt malgré ses efforts. Sur l’acte de décès, il écrit « suicide », mais le père de la jeune fille s’oppose à lui, voulant éviter tout scandale. Karl ne veut pas l’écouter et décide finalement d’arrêter de travailler pour l’hôpital et de se rendre en Chine pour faire de la recherche. Avant son départ, il visite son ancienne clinique. Ses anciens patients sont satisfaits, ayant appris de Georgi qu’il envisageait d’ouvrir à nouveau la clinique. Mais il refuse malgré leur déception. Lorsque certains des enfants, dont il a sauvé la vie, le supplient de rouvrir la clinique, il cède enfin. Georgi demande : « Puis-je rester aussi ? » Karl accepte joyeusement, et le film se termine alors qu’ils s’embrassent.

## Fiche technique
- Titre français : Cette femme est mienne
- Titre original : I Take This Woman
- Réalisation : W. S. Van Dyke, Frank Borzage (non crédité) et Josef von Sternberg (non crédité)
- Scénario : James Kevin McGuinness et Ben Hecht (non crédité) d'après l'histoire A New York Cinderella de Charles MacArthur
- Producteur : Bernard H. Hyman, Louis B. Mayer et Lawrence Weingarten (non crédités)
- Société de production : Loew's et Metro-Goldwyn-Mayer
- Musique : Artur Guttmann et Bronislau Kaper
- Photographie : Harold Rosson
- Montage : George Boemler
- Direction artistique : Cedric Gibbons
- Décorateur de plateau : Edwin B. Willis
- Costumes : Adrian
- Pays de production :  États-Unis
- Langue : anglais - italien
- Format : noir et blanc - Son : Mono (Western Electric Sound System)
- Genre : Drame
- Durée : 98 minutes
- Date de sortie : 
  - États-Unis : 2 février 1940

## Distribution
- Spencer Tracy : Dr Karl Decker
- Hedy Lamarr : Georgi Gragore Decker
- Verree Teasdale : Madame 'Cesca' Marcesca
- Kent Taylor : Phil Mayberry
- Laraine Day : Linda Rodgers
- Mona Barrie : Sandra Mayberry
- Jack Carson : Joe
- Paul Cavanagh : Bill Rodgers
- Louis Calhern : Dr Martin Sumner Duveen
- Frances Drake : Lola Estermont
- Marjorie Main : Gertie
- George E. Stone : Sid (chauffeur de taxi)
- Willie Best : Sambo (gardien de clinique)
- Don Castle : Dr Ted Fenton
- Dalies Frantz : Dr Joe Barnes
- Reed Hadley : Bob Hampton
- Ina Claire